# Julius Rasmussen
Julius Rasmussen (5. juli 1866 – 27. november 1889) var en dansk typograf. Han er mest kendt for sit fejlslagne forsøg på at myrde konseilspræsident Jacob Brønnum Scavenius Estrup.
Julius Rasmussen blev født på Christianshavn i København. Faderen hed Just Rasmussen og moderens Karoline. Han havde 1 søster og 4 brødre, hvoraf de 3 arbejdede som typografer på oppositionsaviser. Den ældste Rasmus Christian på Vejle Amts Folkeblad og Herning Folkeblad, mens to andre, Christian og Peter arbejdede på Kolding Folkeblad som var en del af de Bergske Blade. De var således alle optaget af den politiske strid der blev udspillet i provisorietiden mellem det konservative parti Højre og oppositions- og bondepartiet Venstre.
I 1883 fik Julius, med broderen Rasmus Christian hjælp, en læreplads på Vejle Amts Folkeblad hvor den 4. broder, Jens Albert, samme år også var blevet ansat. Efter endt læretid blev han ansat på Lolland-Falsters Folketidende. Dette blad var ligesom de forrige et stærkt regeringskritisk oppositionsblad, drevet af venstrepolitikerne Rasmus Claussen og Aage Jordan. Julius Rasmussen meldte sig samtidig ind i både partiet Venstre og en af de riffelforeninger som partiet dannede i denne periode som modvægt til Estrups blå gendarmer. I stedet for den anbefalede riffel anskaffede han sig en lille 7,5 mm revolver af belgisk fabrikat. Angiveligt på grund af revolverens lavere pris i forhold til en riffel.
Han flyttede snart efter tilbage til København, hvor han fik arbejde hos en bogtrykker Cohen i Tordenskjoldsgade (1885). Her oplevede han 2. oktober den store protestaktion, der nærmest havde form af en folkefest, i anledning af venstrelederen Christen Bergs ankomst til byen. Berg havde netop modtaget en 6-måneders dom for fysisk at have fjernet politimesteren i Holstebro, da denne prøvede at forhindre Berg og andre venstreledere i at holde en annonceret tale.
Kort efter dette besluttede Rasmussen at myrde Estrup. Den 21. oktober begav Julius Rasmussen sig ud til Toldbodvejen, hvor Estrup boede. Han ventede på Estrup, der var på vej hjem fra et møde i folketinget. Da han mødte ministeren spurgte han: "Er De minister Estrup?". Det bekræftede Estrup, hvorefter Julius Rasmussen trak sin revolver og affyrede den mod ministeren. Men skuddet havde ramt en knap i Estrups frakke og ikke skadet ham. Rasmussen affyrede et andet skud, men dette ramte ikke. Nogle tilfældige forbipasserende, en skibsfører C.C. Larsen, grosserer Toxen Worm og en lodsfuldmægtig Frederiksen kom ilende til og tilbageholdt Julius Rasmussen. Han afleverede frivilligt revolveren til dem og overgav sig.
Den 23. januar 1886 blev Julius Rasmussen idømt 14½ års tugthusarbejde for det mislykkede attentat. Han blev overført og indsat i Horsens Tugthus den 31. januar, hvor han blev indsat med fangenummer 35. Opholdet i fængslet nedbrød tilsyneladende hans psyke, og han begik selvmord ved at hænge sig med sit lagen d. 27. november 1889.